# Glasgow (Delaware)
Glasgow è un census-designated place (CDP) degli Stati Uniti, situato nella Contea di New Castle, nello stato del Delaware. La popolazione per il censimento del 2000 era di 12,840 abitanti.

## Geografia fisica
Secondo i rilevamenti dello United States Census Bureau, il CDP di Glasgow si estende su una superficie totale di ben 25,6 km², tutti quanti occupati da terre.

## Popolazione
Secondo il censimento del 2000, a Glasgow vivevano 12.840 persone, ed erano presenti 3.478 gruppi familiari. La densità di popolazione era di 500,8 ab./km². Nel territorio comunale si trovavano 4.629 unità edificate. Per quanto riguarda la composizione etnica degli abitanti, il 77,98% era bianco, il 17,02% era afroamericano, lo 0,22% era nativo, e il 2,33% era asiatico. Il rimanente 2,45% della popolazione infine appartiene ad altre razze o a più di una. La popolazione di ogni razza proveniente dall'America Latina corrisponde al 3,01% degli abitanti.
Per quanto riguarda la suddivisione della popolazione in fasce d'età, il 29,3% era al di sotto dei 18 anni, l'8,5% fra i 18 e i 24, il 37,9% fra i 25 e i 44, il 20,2% fra i 45 e i 64, mentre infine il 4,2% era al di sopra dei 65 anni d'età. L'età media della popolazione era di 31 anni. Per ogni 100 donne residenti vivevano 98 maschi.